# Henriette Mendel
Augusta Henriette Mendel (Darmstadt, 1833. július 31. – München, 1891. november 12.), német színésznő, Lajos bajor herceg (Ludwig in Bayern) felesége, Wallersee bárónője (Freifrau von Wallersee).

### Származása, ifjúsága

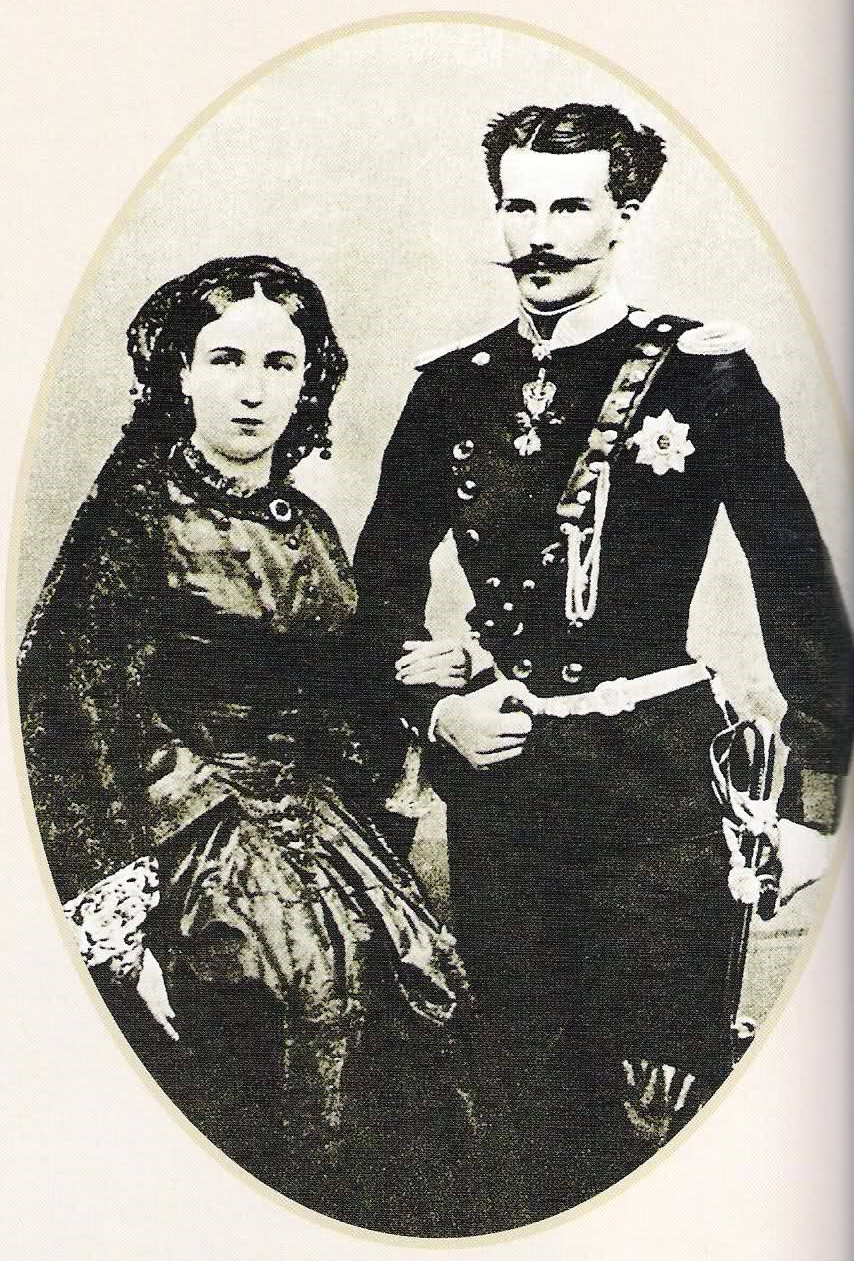
Lajos bajor herceg és Henriette Mendel

## Élete

### Kapcsolata Lajos herceggel
Adam Mendel és Anna Sophie Müller leánya. Már színésznőként dolgozott a darmstadti Nagyhercegi Udvari Színházban (Großherzoglich Hessisches Hoftheater), amikor szerelembe esett a nála két évvel idősebb Lajos bajor herceggel, Erzsébet császárné bátyjával, akivel hamarosan viszonyt is kezdett. Szerelmük tiltott dolognak számított akkoriban, a jelentős rangkülönbség miatt, ugyanis Lajos, mint a Wittelsbach-ház pfalz–birkenfeld–gelnhauseni ágából (a nem-uralkodó „in Bayern” hercegi mellékágból) származó herceg, rokonságban állt a bajor királyi családdal (a „von Bayern” előnevűekkel), míg Henriette csak egyszerű polgárleány volt, pénz és nemesi cím nélkül. (Lajos nagybátyja II. Miksa bajor király volt, húga, Erzsébet révén sógora volt Ferenc József osztrák császárnak is. Lajos, Erzsébet és a többi testvérük mindannyian elsőfokú unokatestvérei voltak Ferenc Józsefnek.)
1858. február 24-én a párnak született egy házasságon kívüli leánya, Mária Lujza, férjezett nevén később Marie Louise von Larisch-Moennich grófné. Amikor Henriette másodjára is teherbe esett, Lajos szerette volna feleségül venni őt, ám frigyük morganatikus, vagyis rangon aluli házasságnak számított volna a bajor királyi ház szemében, emiatt Lajos 1859. március 9-én inkább lemondott az „in Bayern” hercegi házban viselt trónöröklési jogáról, és a bajor királyi trónra irányuló, távoli öröklési jogáról is. Napra pontosan két hónap múlva, 1859. május 9-én világra jött a pár első fiúgyermeke, Károly Emánuel, Henriette pedig nemesi rangot kapott. 1859. május 19-én, sógora, Ferenc József császár jóvoltából ő lett Wallersee bárónője, május 28-án, a bajorországi Augsburgban pedig nőül mehetett Lajoshoz, miáltal gyermekeik, Mária és Károly megkapták a Wallersee bárónője és bárója címet. 

### Elhunyta
A kis Károly Emánuel még ugyanazon év augusztus elsején meghalt, utána pedig szüleinek már nem is született több közös gyermeke. Henriette bárónő 1891. november 12-én, mindössze 58 évesen hunyt el, a Bajor Királyság fővárosában, Münchenben, gyomorrák következtében. Egy évvel később özvegye, Lajos újraházasodott. Ezúttal is egy színésznőt vette feleségül, a nála rangban jóval alacsonyabb, 21 éves Barth Barbara Antóniát, aki, Henriette-hez hasonlóan, később szintén nemesi címhez jutott. (1892. november 19-én, esküvője napján ő lett Bartolf bárónő.)
Lajos 1920-ban halt meg, miután 1913-ban elvált Barbarától, aki a váláskor már egy másik férfi gyermekét hordta a szíve alatt. Barbara 1956-ban hunyt el. Második férjétől 1913-ban egy leánya született: Ilona.

### Utódainak későbbi sorsa
Henriette egyetlen, felnőtt megért gyermeke a leánya, Mária Lujza Erzsébet, aki élete során háromszor ment férjhez, 1940-ben halt meg. (Utolsó keresztnevét apai nagynénjéről, Erzsébet császárnéról kapta.) Első férje a nála három évvel idősebb Georg von Larisch („Larisch György”) gróf volt. A bárónő aktívan segítette az unokafivére Rudolf főherceg és Vetsera Mária bárókisasszony közötti szerelmi kapcsolatot. Rudolf öngyilkossága (1889) után a császári család kitaszította őt. 1896-ban vált el első férjétől. Második férje (1897) a nála négy évvel idősebb Otto Bruck operaénekes volt, aki 1914-ben halt meg, májzsugorban. Harmadik férje (1924) a nála egy évvel fiatalabb William Henry Meyers floridai farmer és természetgyógyász szélhámos volt, aki kifosztotta őt maradék vagyonából, bántalmazta is, Marie emiatt elmenekült és 1928-ban el is vált tőle. 1929-ben hazatért Európába, emlékiratainak kiadásából próbált megélni, de szegényen halt meg.

### Henriette unokái
- Larisch Györgytől:  
  - Ferenc-József Lajos György Mária gróf (1878–1937)
  - Mária Valéria Franciska Georgina grófnő (1879–1915)
  - Mária Henrietta Alexandra grófnő (1884–1907), a gróf sajátjaként ismerte el a leányt, ám valódi apja állítólag Baltazzi Henrik volt, Vetsera Mária bárónő nagybátyja
  - Henrik György Mária gróf (1886–1909), a gróf őt is elismerte gyermekéül, ám az ő biológiai apja is Baltazzi lehetett
  - Frigyes Károly Lajos Mária gróf (1894–1929), a gróf úgyszintén saját fiaként ismerte el őt, ám neki sem lehetett Larisch György a valódi apja
- id. Brucks Ottó operaénekestől:
  - ifjabb Brucks Ottó (1899–1977)